# 星之卡比系列
星之卡比系列（又译作）是HAL研究所和任天堂合力打造的動作平台遊戲系列，以同名角色——外观类似粉紅色吹波膠的卡比为主角，牠可以“吸入”（吞噬）敵人而獲得敵人的能力，並借助這些能力進行闖關。

## 作品

### 遊戲

#### 主要作品
| 遊戲名稱                                                              | 發行日期 | 发售平台                 | 备注                                                                       |
| 主系列作品                                                            | 主系列作品 | 主系列作品               | 主系列作品                                                                 |
| --------------------------------------------------------------------- | --- | ------------------------ | -------------------------------------------------------------------------- |
| 《星之卡比》 Kirby's Dream Land                                       | 日本：1992年4月27日 北美：1992年8月1日 PAL：1992年8月3日                                                             | Game Boy                 | 系列首作                                                                   |
| 《星之卡比 夢之泉物語》 Kirby's Adventure                             | 日本：1993年3月23日 北美：1993年5月1日 PAL：1993年12月1日                                                            | FC（NES）                |                                                                            |
| 《星之卡比2》 Kirby's Dream Land 2                                    | 日本：1995年3月21日 北美：1995年5月1日 欧洲：1995年7月31日                                                           | Game Boy                 |                                                                            |
| 《星之卡比 超級豪華版》 Kirby Super Star                              | 日本：1996年3月21日 北美：1996年9月20日 PAL：1997年1月23日                                                           | 超級任天堂               |                                                                            |
| 《星之卡比3》 Kirby's Dream Land 3                                    | 日本：1998年3月27日 北美：1997年11月27日                                                                             | 超級任天堂               |                                                                            |
| 《星之卡比64》 Kirby 64: The Crystal Shards                           | 日本：2000年3月24日 北美：2000年6月26日 欧洲：2001年6月22日                                                          | 任天堂64                 | 系列首款3D電腦圖形作品                                                     |
| 《星之卡比 鏡之大迷宮》 Kirby & the Amazing Mirror                    | 日本：2004年4月15日 北美：2004年7月2日 欧洲：2004年10月18日                                                          | Game Boy Advance         | HAL研究所与Flagship工作室和Dimps联合开发                                   |
| 《星之卡比 多洛奇團登場！》 Kirby Squeak Squad                        | 日本：2006年11月2日 北美：2006年12月4日 欧洲：2007年6月22日 韩国：2007年9月14日                                      | 任天堂DS                 | 由Flagship和Natsume联合开发                                                |
| 《星之卡比 Wii》 Kirby's Return to Dream Land                         | 日本：2011年10月27日 北美：2011年10月30日 欧洲：2011年11月25日 澳大拉西亞：2011年12月1日 韩国：2012年9月6日          | Wii                      |                                                                            |
| 《星之卡比 三重豪華版》 Kirby: Triple Deluxe                          | 日本：2014年1月11日 北美：2014年5月2日 欧洲：2014年5月16日 韩国：2014年4月17日 香港：2014年5月2日 台湾：2014年6月3日 | 任天堂3DS                | 繁体中文区为英语版游戏，并仅提供下载版                                     |
| 《星之卡比 機械行星》 Kirby: Planet Robobot                           | 日本：2016年4月28日 北美：2016年6月10日                                                                              | 任天堂3DS                |                                                                            |
| 《星之卡比 新星同盟》 Kirby Star Allies                               | 全球：2018年3月16日                                                                                                  | 任天堂Switch             | 系列首次官方中文化作品                                                     |
| 《星之卡比 探索發現》 Kirby and the Forgotten Land                    | 全球：2022年3月25日                                                                                                  | 任天堂Switch             | 系列首款全3D作品                                                           |
| 主系列重制、移植                                                      | |                          |                                                                            |
| 《星之卡比 夢之泉DX》                                                 | 日本：2002年10月23日 北美：2002年12月2日 欧洲：2003年9月26日 澳大拉西亞：約2003年                                    | Game Boy Advance         | 《星之卡比 夢之泉物語》的移植版                                            |
| 《星之卡比 超究極豪華版》                                             | 日本：2008年11月4日 北美：2008年9月22日 澳大拉西亞：2008年11月27日 欧洲：2009年9月18日 韩国：2008年11月13日          | 任天堂DS                 |                                                                            |
| 《星之卡比 20周年特別珍藏版》 Kirby's Dream Collection                | 日本：2012年7月19日 北美：2012年9月16日                                                                              | Wii                      | 包含6款系列之游戏                                                          |
| 《星之卡比 Wii 豪華版》 Kirby's Return to Dream Land Deluxe           | 全球：2023年2月24日                                                                                                  | 任天堂Switch             | 《星之卡比Wii》的重製版                                                    |
| 其它作品                                                              | |                          |                                                                            |
| 《卡比彈珠台》 Kirby's Pinball Land                                   | 日本：1993年3月23日 北美：1993年11月28日 欧洲：约1993年                                                              | Game Boy                 |                                                                            |
| 《卡比體育場》 Kirby's Dream Course                                   | 日本：1994年9月21日 北美：1995年2月1日 欧洲：1995年8月24日                                                           | 超級任天堂/SNES          |                                                                            |
| 《星之卡比 雪崩》 Kirby's Avalanche                                   | PAL：1995年2月1日 北美：1995年4月25日                                                                                | SNES                     | 方块消除类游戏 仅在欧美地区发行 此遊戲來自於《魔法氣泡》                   |
| 《卡比磚塊球》 Kirby's Block Ball                                     | 日本：1995年12月14日 北美：约1996年5月 欧洲：约1996年12月                                                            | Game Boy                 | HAL研究所与東星軟件联合开发                                                |
| 《卡比寶石星》 Kirby's Star Stacker                                   | 日本：1997年6月4日 北美：1997年7月14日 欧洲：1997年10月25日                                                          | Game Boy                 |                                                                            |
| 《卡比寶石星》（超級任天堂版） Kirby's Star Stacker On Super Nintendo | 日本：1999年6月25日(ROM)                                                                                             | 超級任天堂               | 只在日本發行                                                               |
| 《滾滾卡比》 Kirby Tilt 'n' Tumble                                    | 日本：2000年8月23日 北美：2001年4月11日                                                                              | Game Boy Color           |                                                                            |
| 《卡比的馭天飛行》 Kirby Air Ride                                     | 日本：2003年7月11日 北美：2003年10月13日 欧洲：2004年2月20日 澳大拉西亞：2004年3月30日                               | 任天堂GameCube           | 竞速類游戏                                                                 |
| 《觸摸!卡比》 Kirby Canvas Curse                                      | 日本：2005年3月24日 北美：2005年7月14日 欧洲：2005年11月25日 澳大拉西亞：2006年4月6日                                | 任天堂DS                 |                                                                            |
| 《毛線卡比》 Kirby's Epic Yarn                                        | 日本：2010年10月14日 北美：2010年10月17日 澳大西亞：2011年2月24日 欧洲：2011年2月25日 韩国：2011年9月1日             | Wii                      | 由Good-Feel開發                                                            |
| 《集合！卡比》 Kirby Mass Attack                                      | 日本：2011年8月4日 北美：2011年9月19日 澳大拉西亞：2011年10月27日 欧洲：2011年10月28日 韩国：2011年12月1日           | 任天堂DS                 |                                                                            |
| 《卡比群星戰Z》 Kirby Fighters Deluxe                                 | 日本：2014年7月23日 北美：2014年8月29日 韩国：2014年9月24日 台港：2014年9月26日                                      | 任天堂3DS（數位下載）    | 繁体中文區為英语版游戏                                                     |
| 《帝帝帝大王的帝帝帝弹跳Z》 Dedede's Drum Dash Deluxe                 | 日本：2014年7月23日 北美：2014年8月29日 韩国：2014年9月24日 台港：2014年9月26日                                      | 任天堂3DS（數位下載）    | 繁体中文區為英语版游戏                                                     |
| 《触摸！卡比 超級彩虹》 Kirby and the Rainbow Curse                   | 日本：2015年1月22日 北美：2015年2月20日 欧洲：2015年5月8日 澳大拉西亞：2015年5月9日                                  | Wii U                    |                                                                            |
| 《大家一起上！ 卡比獵人隊Z》 Team Kirby Clash Deluxe                  | 日本：2017年4月13日 北美：2017年4月12日                                                                              | 任天堂3DS（數位下載）    |                                                                            |
| 《卡比的吸入大作戰》 Kirby's Blowout Blast                            | 日本：2017年7月4日 北美：2017年7月6日                                                                                | 任天堂3DS（數位下載）    | 繁体中文区为英语版游戏                                                     |
| 《卡比 对战豪华版！》 Kirby Battle Royale                             | 欧洲：2017年11月3日 日本：2017年11月4日 韩国：2018年1月11日 北美：2018年1月19日                                      | 任天堂3DS                |                                                                            |
| 《毛線卡比Plus》 Kirby's Extra Epic Yarn                              | 日本：2019年3月7日 北美：2019年3月8日                                                                                | 任天堂3DS                | 由Good-Feel开發，是《毛線卡比》的移植版。                                  |
| 《超級卡比獵人隊》 Super Kirby Clash                                  | 全球：2019年9月5日                                                                                                   | 任天堂Switch（數位下載） | 免費下載，含有部分付費內容。                                               |
| 《卡比群星戰2》 Kirby Fighters 2                                      | 全球：2020年9月24日                                                                                                  | 任天堂Switch（數位下載） |                                                                            |
| 《卡比的美食節》 Kirby's Dream Buffet                                 | 全球：2022年8月17日                                                                                                  | 任天堂Switch（數位下載） |                                                                            |
| 《卡比的馭天飛行者》 Kirby Air Riders                                 | 全球：2025年11月20日                                                                                                 | 任天堂Switch 2           | 竞速類游戏，是《卡比的馭天飛行》的續作。由Sora与萬代南夢宮工作室联合开发。 |

### 跨媒体

#### 动画
星之卡比系列在2001年10月6日动画化，该同名动画由任天堂和HAL研究所合资建立的Warpstar制作。动画在北美授权4Kids Entertainment以《Kirby: Right Back at Ya!》名义在4Kids TV上放映，并由20世纪福克斯、Nelvana和HAL研究所销售。动画在日本2003年以第100集完结。
動畫內容与游戏有颇多不同之处，如许多在游戏中作为常见敌人出场的角色，在动画中却与主角卡比等人是友好的。其最大特色是畫面融合了2D和3D圖像。
製作人員對這動畫有兩個主要的要求：「卡比不能說話」和「地球人不能出現」，其實也是兩項困難的要求。

#### 漫画
卡比有多部漫画连载，皆仅在日本发行。连载最长的是佐久間良子的《星之卡比》。此外另有不同漫畫家绘制的喜剧四格漫画。

## 设计
櫻井政博剛創造卡比时定名Popopo，本來只是一個未完成游戏的一個小角色，但因很多人喜歡它，所以讓它在GameBoy游戏「Twinkle Popo」當主角。之後任天堂的遊戲設計師宮本茂為感謝幫該公司在美國打贏「環球城市影業訴任天堂案」的律師約翰·卡比（John J. Kirby, Jr.），將主角改名為「卡比」（Kirby），游戏名也改為「星之卡比」。這遊戲的定向是「初級者適用」，所以很容易，不太需要動腦筋。由於銷量好，他們開始製作第二款遊戲，命名為「星之卡比 夢之泉的物語」，定向則為「初級者與上級者通用」，還幫卡比加入了變身系統，令游戏更富趣味性。同時在這游戏裡，正式為卡比添上粉紅偏白的顏色，也為以後的星之卡比游戏定了一個基礎。
卡比給人的第一印象是可愛，即使在游戏裡經常要打倒敵人。而且，隨著卡比的變身能力越來越重要，也令卡比所在的世界越來越變幻化。卡比的另一特色是它的複製能力（即變身能力），因為卡比要吸進敵人才能得到變身能力，這令人覺得有一種神秘感，看到一個新的敵人都想試試看吸了會怎麼樣。卡比系列的游戏多是動作游戏，但因為卡比的身體是球形的，所以也有一些把卡比當成圓球的游戏，例如「卡比之碗」。目前卡比的動作游戏主要有兩種風格：一種是「櫻井卡比」，主要特色是卡比有非常多的變身能力（通常都是二十多種），某些能力有好幾種攻擊方式，而且都有一身特別的打扮，例如「星之卡比 夢之泉的物語」；另一種是「非櫻井卡比」，主要特色是卡比擁有的變身能力比較少（通常都是八至十種），只有一種攻擊方式，也沒有特別打扮，例如「星之卡比2」。但「星之卡比64」則出人意表，它加了混合變身系統，即兩種能力可以混合成一種特別能力，這令此游戏的能力增加了二十八種。

## 外部連結
- 任天堂日本網站 （页面存档备份，存于） （日語）
- 任天堂美國網站 （页面存档备份，存于） （英文）
- HAL研究社 （页面存档备份，存于） （日語）